# Euphorbia dichroa
Euphorbia dichroa är en törelväxtart som beskrevs av Susan Carter. Euphorbia dichroa ingår i släktet törlar, och familjen törelväxter. Inga underarter finns listade i Catalogue of Life.